# Șevcenko, Voznesensk
Șevcenko (în ucraineană Шевченко) este un sat în comuna Șcerbani din raionul Voznesensk, regiunea Mîkolaiiv, Ucraina.

## Demografie
Componența lingvistică a localității Șevcenko
     Ucraineană (84,06%)
     Română (13,04%)
     Rusă (2,9%)
Conform recensământului din 2001, majoritatea populației localității Șevcenko era vorbitoare de ucraineană (84,06%), existând în minoritate și vorbitori de română (13,04%) și rusă (2,9%).